# Stomylomyia pusilla
Stomylomyia pusilla är en tvåvingeart som beskrevs av Mario Bezzi 1925. Stomylomyia pusilla ingår i släktet Stomylomyia och familjen svävflugor. Inga underarter finns listade i Catalogue of Life.